# Leo van den Ende
Leo van den Ende, né à La Haye le 6 mars 1939, est un peintre paysagiste néerlandais.
Leo van den Ende est connu pour avoir peint le Panorama du pays des tulipes dans les années 1950, un panorama de la Bollenstreek (nl) (région des bulbes).

## Biographie
Leo van den Ende est le fils de l'artiste Hendrik van der Ende (1908 - 1998) qui sera son premier maître. Les années 1959 et 1960, il vit à Paris et à Fontainebleau où il étudie avec son père le travail des impressionnistes et des peintres de l'école de Barbizon. En 1978, il se lie d'amitié avec Alexander Coenrad Rosemeir, un des derniers représentants de l'école de Leyde qui devient son nouveau maître et avec lequel il peint en plein air. En 1977, sur la recommandation de ce dernier, Leo van der Ende est nommé secrétaire de la Société des Arts néerlandais de la Haye. En 1978 également, il expose au Rijksmuseum Amsterdam, puis à Boston (center for the arts), au Canada (1988), à Copenhague (1989), à Keukenhof (1993) et au Katwijks Museum (1996). Depuis 1991, une exposition permanente de ses peintures est présente au village hollandais de Nagasaki au Japon.
C'est en 1997 qu'il commence son panorama des champs de tulipes, en voie de disparition dans la région du cours inférieur du Vieux Rhin à l'ouest de Leyde en Hollande ; cette activité d'horticulture étant progressivement remplacée par des activités économiques plus lucratives dans la région. L'œuvre de soixante trois mètres de long et quatre mètres de haut lui demande quelque dix mille heures de travail réparties sur onze années. En 2008, elle est achevée et la reine Beatrix des Pays-Bas le distingue en le nommant chevalier de l'Ordre d'Orange-Nassau,,.
Ce panorama constitue aujourd'hui un témoignage culturel historique pour la Hollande.

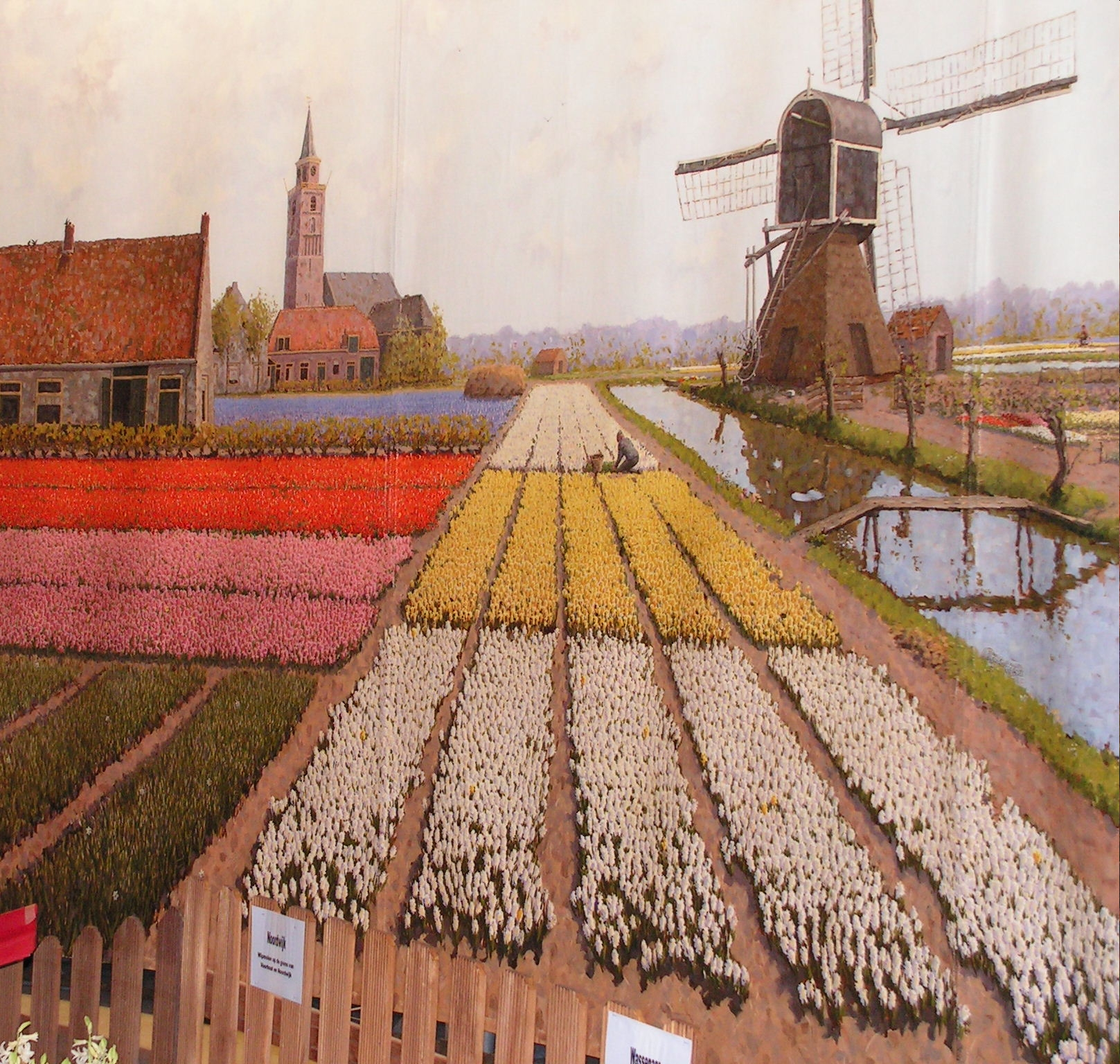
Panorama Tulipland.
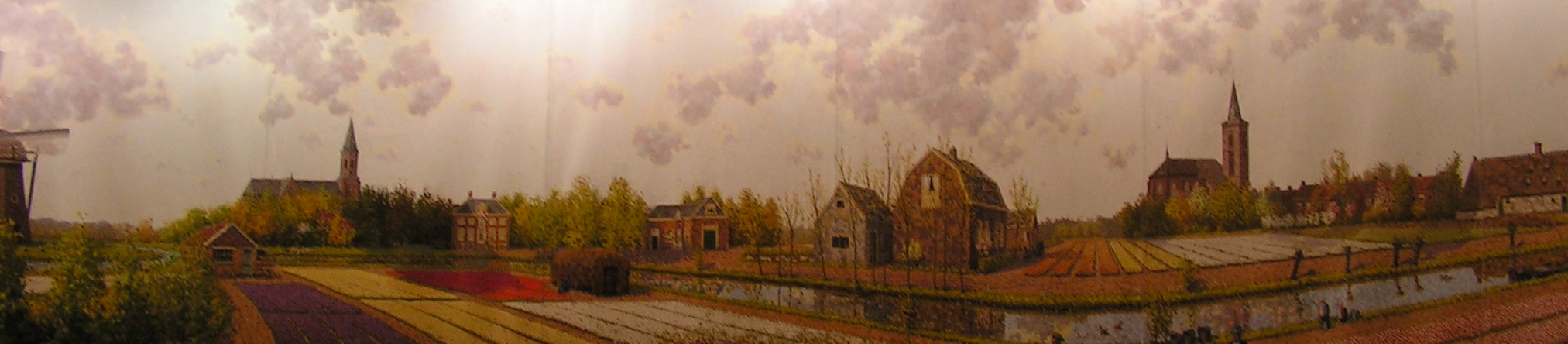
Panorama Tulipland.
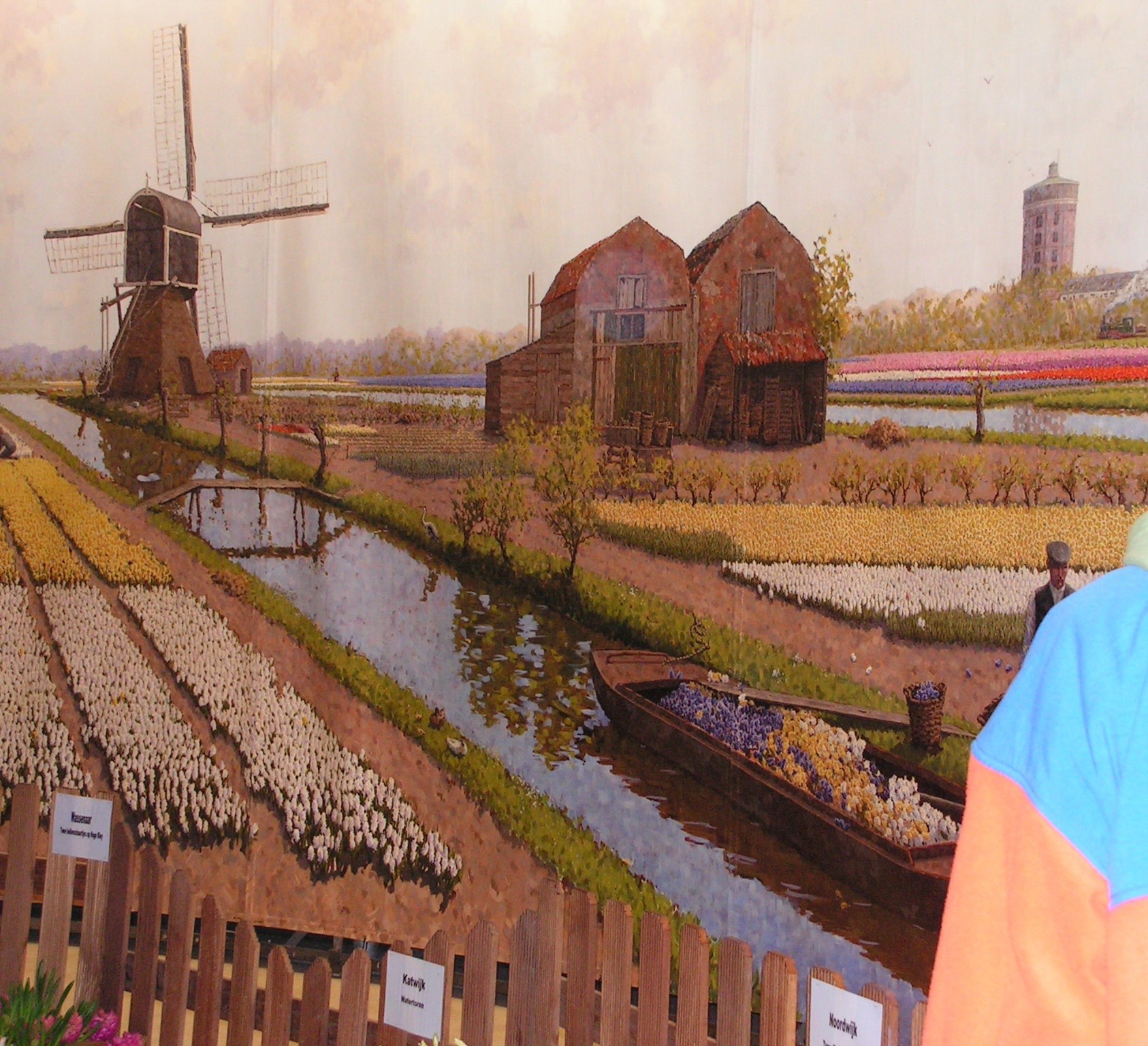
Panorama Tulipland.

## Collections
- Musée Teyler
- Museum de Lakenhal
- Hof van Busleyden
- Holland Museum, Michigan (États-Unis)
- Stedehuys (Woerden)
- Muzee Scheveningen
- Museum De Zwarte Tulp [3].